# Jennifer Stone

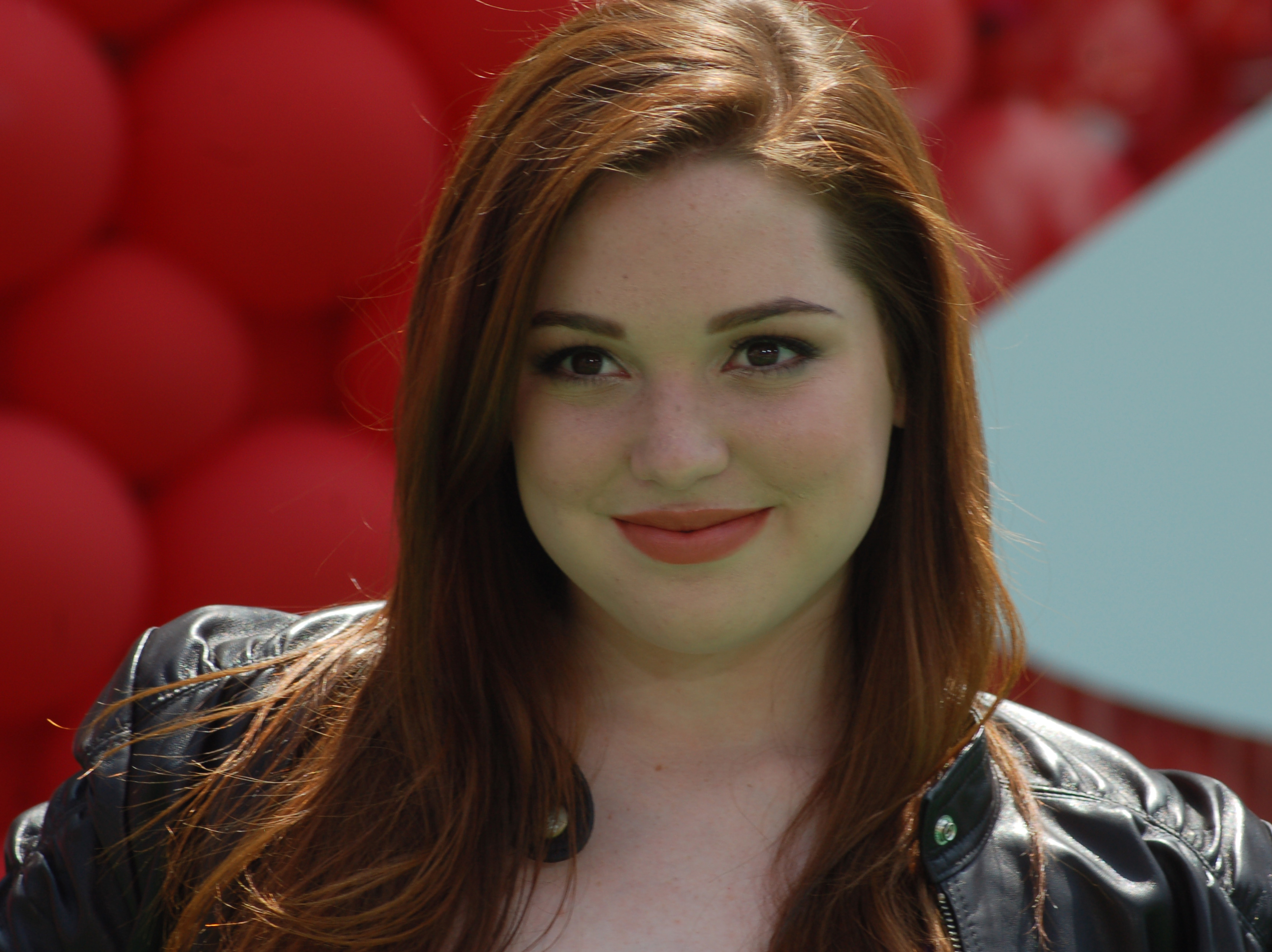
Jennifer Stone în 2009

Jennifer Lindsay Stone (n. 12 februarie 1993) este o actriță americană. Cel mai cunoscut rol al ei este Harper Finkle din serialul marca Disney Channel, Magicienii din Waverly Place.

## Filmografie

### Film
| An(i)     | Titlu                | Rol                      | Note          |
| --------- | -------------------- | ------------------------ | ------------- |
| 2003      | Secondhand Lions     | Martha                   |               |
| 2011      | Fresh Studio         | Maddie Rogers            |               |
| 2011      | That's What I Am     | diverse personaje (voce) |               |
| 2013      | Nothing Left to Fear | Mary                     |               |
| 2013      | Grave Secrets        | dădaca                   |               |
| 2018      | Santa Girl           | Cassie                   | pre-producție |
| în curând | The Perfect Night    | Sloane                   | se filmează   |

### Televiziune
| An(i)   | Titlu                                                                      | Rol                             | Note                          |
| ------- | -------------------------------------------------------------------------- | ------------------------------- | ----------------------------- |
| 2004    | Line of Fire                                                               | Lily O'Donnell                  | un episod                     |
| 2005    | Doctor House (House)                                                       | Jessica Simms                   | un episod                     |
| 2005    | Without a Trace                                                            | Brittany                        | un episod                     |
| 2007–12 | Magicienii din Waverly Place (Wizards of Waverly Place)                    | Harper Finkle                   | rol principal, 91 de episoade |
| 2009    | Răpirea tatălui (Dadnapped)                                                | Debbie                          | film de televiziune           |
| 2009    | Phineas și Ferb (Phineas and Ferb)                                         | Amanda/diverse personaje (voce) | 2 episoade                    |
| 2009    | Magicienii din Waverly Place: Filmul (Wizards of Waverly Place: The Movie) | Harper Finkle                   | film de televiziune           |
| 2010    | Harriet the Spy: Blog Wars                                                 | Harriet M. Welsch               | film de televiziune           |
| 2011    | Mean Girls 2                                                               | Abby Hanover                    | film de televiziune           |
| 2011–12 | Generator Rex                                                              | Beverly Holiday (voce)          | 2 episoade                    |
| 2012    | Perechea de regi (Pair of Kings)                                           | Priscilla                       | un episod                     |
| 2013–14 | Deadtime Stories                                                           | dădaca                          | rol principal, 11 episoade    |
| 2013    | Body of Proof                                                              | Hannah                          | un episod                     |
| 2013    | The Wizards Return: Alex vs. Alex                                          | Harper Finkle                   | film special de televiziune   |
| 2014    | High School Possession                                                     | Chloe Mitchell                  |                               |
| 2017    | Nasty Habits                                                               | Rachel                          | un episod                     |